# Orbitale antiliante
Une orbitale antiliante désigne un type de liaison chimique qui s'oppose à la stabilité de la molécule. Cela survient lorsque les phases d'électron et des orbitales atomiques à l'origine d'une orbitale moléculaire sont de signe opposé, c'est-à-dire que ces orbitales atomiques sont en opposition de phase : si des électrons occupent de telles orbitales antiliantes, ils se repoussent et tendent à dissocier la molécule.
L'effet d'une orbitale antiliante est plus sensible que celui d'une orbitale liante, la différence s'expliquant par la répulsion entre les noyaux atomiques.
|  |  |  |